# ريلدو
ريلدو هو لاعب كرة قدم برازيلي، ولد في 21 يناير 2000 في روندونوبوليس في البرازيل.

## وصلات خارجية
- ريلدو على موقع قاعدة بيانات كرة القدم.إي يو (الإنجليزية)
- ريلدو على موقع Soccerway.com (الإنجليزية)